# Gmina Iballë
Gmina Iballë (alb. Komuna Iballë) – gmina położona w północno-zachodniej części Albanii. Administracyjnie należy do okręgu Puka w obwodzie Szkodra. Jej powierzchnia wynosi 12820 ha. W 2012 roku populacja wynosiła 2691 mieszkańców. 
W skład gminy wchodzi osiem miejscowości: Iballë, Sapaç, Levoshë, Berishë e Vogël, Berishë e Vendit, Berishë e Epërme, Shopel, Mërtur.